# NGC 5332
NGC 5332 is een elliptisch sterrenstelsel in het sterrenbeeld Ossenhoeder. Het hemelobject werd op 23 maart 1887 ontdekt door de Amerikaanse astronoom Lewis A. Swift.

## Synoniemen
- UGC 8773
- MCG 3-35-30
- ZWG 102.70
- PGC 49243